# Taciturnal
Taciturnal è un singolo del cantante italiano Coez, pubblicato il 18 aprile 2017 come secondo estratto dal quarto album in studio Faccio un casino.

## Video musicale
Il video, diretto dai YouNuts!, è stato reso disponibile in concomitanza con il lancio del singolo attraverso il canale YouTube del rapper ed è unito a quello di Occhiali scuri.

## Tracce
Testi di Coez e Gemello, musiche di Hostin Dowgz.
1. Taciturnal (feat. Gemello) – 2:54

## Classifiche
| Classifica (2017) | Posizione massima |
| ----------------- | ----------------- |
| Italia            | 93                |